# 4:AM Forever
«4:AM Forever» es el cuarto y último sencillo del álbum Liberation Transmission, el tercer álbum de estudio de la banda de rock alternativo Lostprophets. Fue lanzado el 23 de abril de 2007.

## Listado de canciones
CD1
| CD1 |                |          |  |
| N.º | Título         | Duración |  |
| 1.  | «4:AM Forever» | 4:30     |  |
| 2.  | «Every Song»   | 4:12     |  |

Vinyl 1
| Vinyl 1 |                                                                    |          |  |
| N.º     | Título                                                             | Duración |  |
| 1.      | «4:AM Forever»                                                     | 4:30     |  |
| 2.      | «Never Know» ("Heaven for the Weather, Hell for the Company" demo) | 5:10     |  |

Vinyl 2
| Vinyl 2 |                |          |  |
| N.º     | Título         | Duración |  |
| 1.      | «4:AM Forever» | 4:30     |  |

Descarga digital
| Digital Download |                     |          |  |
| N.º              | Título              | Duración |  |
| 1.               | «4:AM Forever»      | 4:17     |  |
| 2.               | «Every Song»        | 4:12     |  |
| 3.               | «Never Know» (demo) | 5:10     |  |
| 4.               | «Going Underground» | 3:21     |  |

## Posiciones
| Listas (2007)    | Posición |
| ---------------- | -------- |
| UK Singles Chart | 34       |
| European Hot 100 | 96       |

## Personal
- Ian Watkins - voz principal
- Jamie Oliver - piano, teclado, samples, segunda voz
- Lee Gaze - guitarra principal
- Mike Lewis - guitarra rítmica
- Stuart Richardson - bajo
- Josh Freese - batería, percusión (grabación)
- Ilan Rubin - batería, percusión (vídeo musical)